# CB4
《CB4》(영어: CB4)는 미국에서 제작된 태머라 데이비스 감독의 1993년 풍자 모큐멘터리 블랙 코미디 영화이다. 크리스 록 등이 출연하였다.

## 출연
- 크리스 록
- 앨런 페인
- 디저 D
- 크리스 엘리엇
- 필 하트먼
- 찰리 머피
- 캔디 알렉산더
- 아트 에번스
- 테리사 랜들
- 윌러드 E. 퓨
- 타이 그랜더슨 존스
- 레이철 트루
- 리처드 갠트
- 아이작 헤이스
- 토미 데이비드슨
- 아이스티, 핼리 베리, 아이스 큐브, 플레이버 플레이브, 셔킬 오닐, 이지이 - 본인 역 카메오 출연